# Hill Air Force Base
Pour les articles homonymes, voir HIF.
Hill Air Force Base est une base de l'United States Air Force dépendant du Air Force Materiel Command située dans le nord de l'Utah près de la ville d'Ogden ouverte en 1940 (code IATA : HIF • code OACI : KHIF).

## Historique
En février 2022, 78 chasseurs F-35A sont rattachés à cette base.

## Unités stationnées

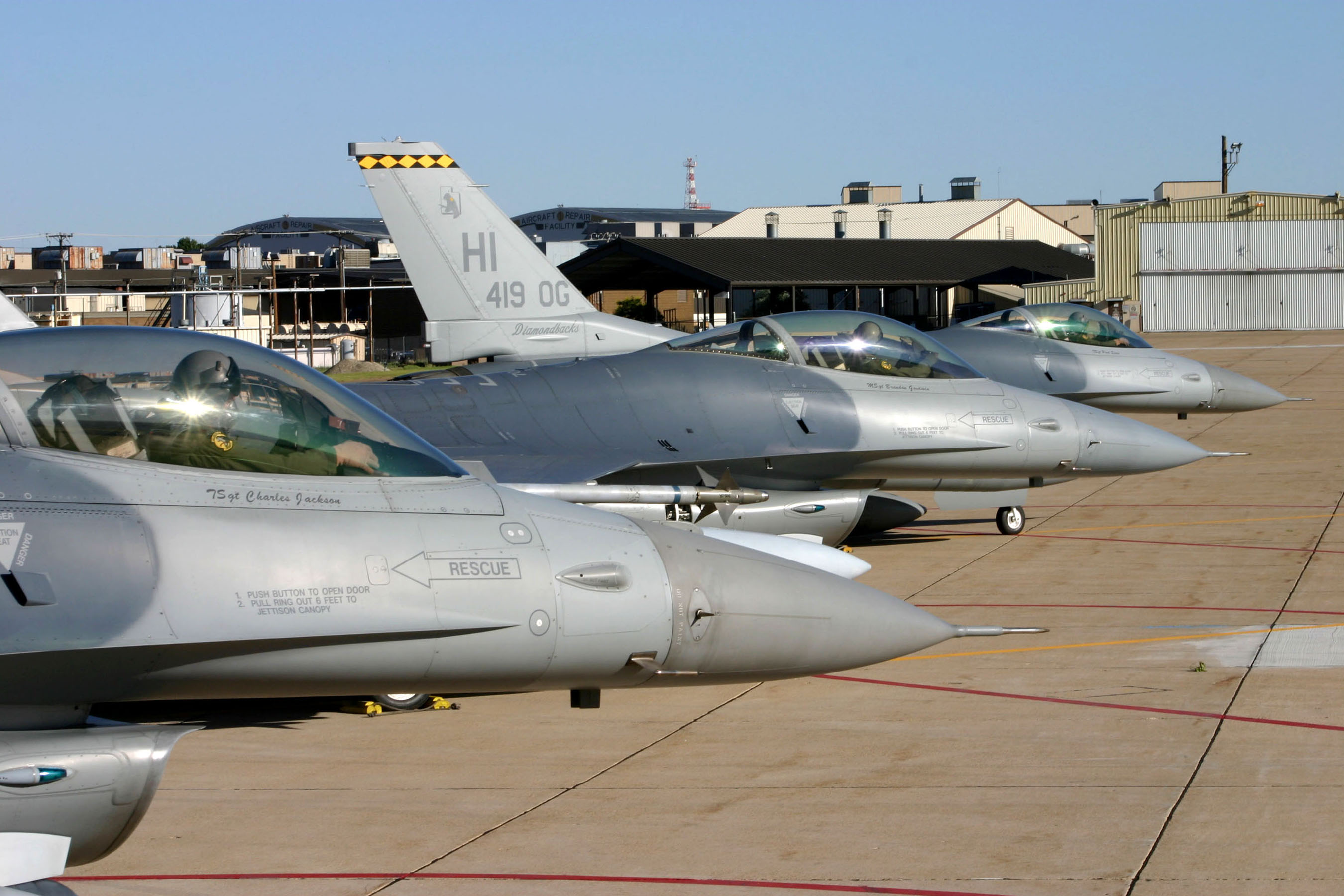
Les trois derniers F-16 du 419th FW se préparent à quitter Hill AFB le 28 juin 2007

Les principales unités stationnées à Hill AFB en 2007 sont : 
- Ogden Air Logistics Center
- 75th Air Base Wing
- 84th Combat Sustainment Wing
- 309th Maintenance Wing
- 388th Fighter Wing
- 419th Fighter Wing
- 508th Aircraft Sustainment Wing
- 526th ICBM Systems Wing
- 84th Radar Evaluation Squadron